# Matthew Farhang Mohtadi
Matthew Farhang Mohtadi (in persiano فرهنگ مهتدی‎; Teheran, 6 gennaio 1926 – Calgary, 4 luglio 2020) è stato un tennista e cestista iraniano.

## Carriera
Con l'Iran ha preso parte alle Olimpiadi del 1948, disputando una partita.